# Naklo (plaats)
Naklo is een plaats in Slovenië en maakt deel uit van de gemeente Naklo in de NUTS-3-regio Gorenjska. De plaats telde 1.776 inwoners op 2017.